# 豊田市能楽堂
豊田市能楽堂（とよたしのうがくどう）は、愛知県豊田市西町1丁目200番地にある能楽堂である。

## 沿革
- 1998年（平成10年）11月3日 - 豊田市能楽堂が開館。
  - なお、前年の1997年（平成9年）には名古屋能楽堂が竣工し、豊田市と同じ1998年（平成10年）には新潟市民芸術文化会館能楽堂が竣工するなど、地方で能楽堂の竣工が相次いだ時期だった[1]。
- 2023年（令和5年）7月 - 中日新聞社主催伊藤園お〜いお茶杯第64期王位戦第1局（藤井聡太王位vs佐々木大地七段）が当地で開催された。

## 特色
名鉄豊田市駅前にある参合館の8階 - 9階にある。運営は公益財団法人豊田市文化振興財団が行っている。桃山時代の能舞台をイメージしており、切妻造りの屋根、総ヒノキ張りの舞台を有する。日本画家の田渕俊夫が鏡板の松を描いている。

## 施設
- 座席数：458席（正面：205席、中正面：127席、脇正面：126席）、車椅子席：3席
- 本舞台：3間 × 3間
- 地謡座：4尺 × 3間
- 後座：2間 × 3間
- 橋掛り：1.5間 × 6間
- 鏡の間：36m2
- 板の間：15畳相当

## 交通アクセス
鉄道
- 名鉄豊田線・三河線 豊田市駅から徒歩3分。
- 愛知環状鉄道・愛知環状鉄道線 新豊田駅から徒歩5分。

自動車
- 東名高速道路 豊田インターチェンジを下車後15分。